# مارغو كليستل-وفلر
مارغو كليستل-وفلر (بالألمانية: Margot Klestil-Löffler)‏ (و. 1954 – م) هي دبلوماسية، وسياسية من النمسا .